# Schipperke
Schipperke[Nota], cujo significado é "pequeno pastor" no idioma flamengo, é uma raça canina pequena originária do começo do século XVI na Bélgica. De aparência lupóide, este cão é conhecido por sua pelagem totalmente negra, vasta e felpuda. 

## Origem
Sua origem é a mesma do pastor-belga (groenendael, tervueren, malinois e laekenois): provavelmente descende de uma antiga raça de pastores negros de porte médio chamada leauvenaar, utilizada como animal de pastoreio, guarda e caça. Inicialmente criado para também pastorear, caçar e guardar, o skip foi supostamente utilizado em barcaças de Flandres e Barbante. Por conta disso, disseram, recebeu a alcunha de "pequeno capitão", apelido este posteriormente classificado como erro de tradução segundo especialistas na raça e estudos do cinófilo Chales Huge, que aparentemente identificou os "cães barqueiros" como uma outra raça, levando a origem do skip para a região de Lovaina. É dito ainda que esta raça foi a favorita de trabalhadores e sapateiros em um bairro de Bruxelas pelos idos de 1690, sendo popularizada, dois séculos adiante, graças a rainha Maria Henriqueta da Bélgica.

## Características
O temperamento do schipperke e sua energia tornaram-no um bom cão para o agility e provas de obediência. Descrito como ativo, é um canino adaptável, embora necessite de treinamentos e exercícios.
Fisicamente pesa entre 3 e 9 kg (ideal de 4 a 7 kg), medindo de 30 a 36 cm na cernelha. Sua pelagem é abundante, reta com subpelo, formando juba, crina, colar e culote, seu corpo é musculoso e seu tórax é fundo. É ainda classificado como bastante dócil com crianças e outros animais, embora alguns afirmem ser este canino por vezes pouco tolerante com outros cães. As características da raça praticamente não sofreram alterações ao logo dos anos, com exceção da cauda que antigamente era amputada e atualmente permitida, sendo a amputação desaconselhada ou impedida pela maioria dos clubes mundiais.

## Visão do padrão da raça
Em galeria, a visão do padrão da raça ao longo dos anos:

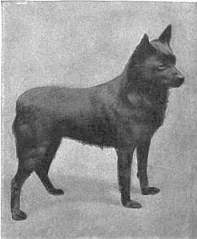
De 1910, imagem do período inicial da fotografia, retratando o padrão do schipperke na época.
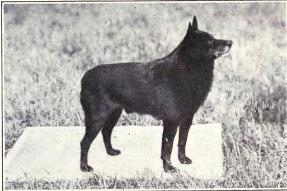
De 1915, imagem apresentando um exemplar em stay.
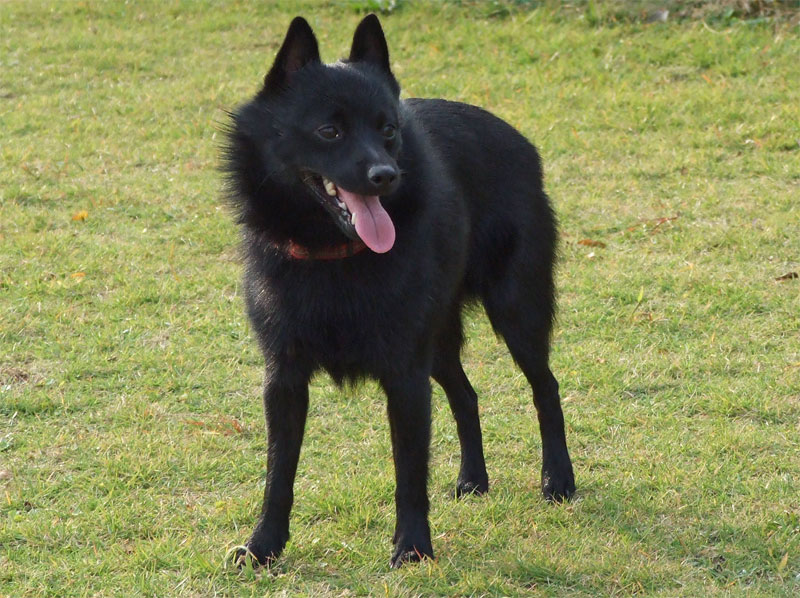
Imagem do padrão atual.
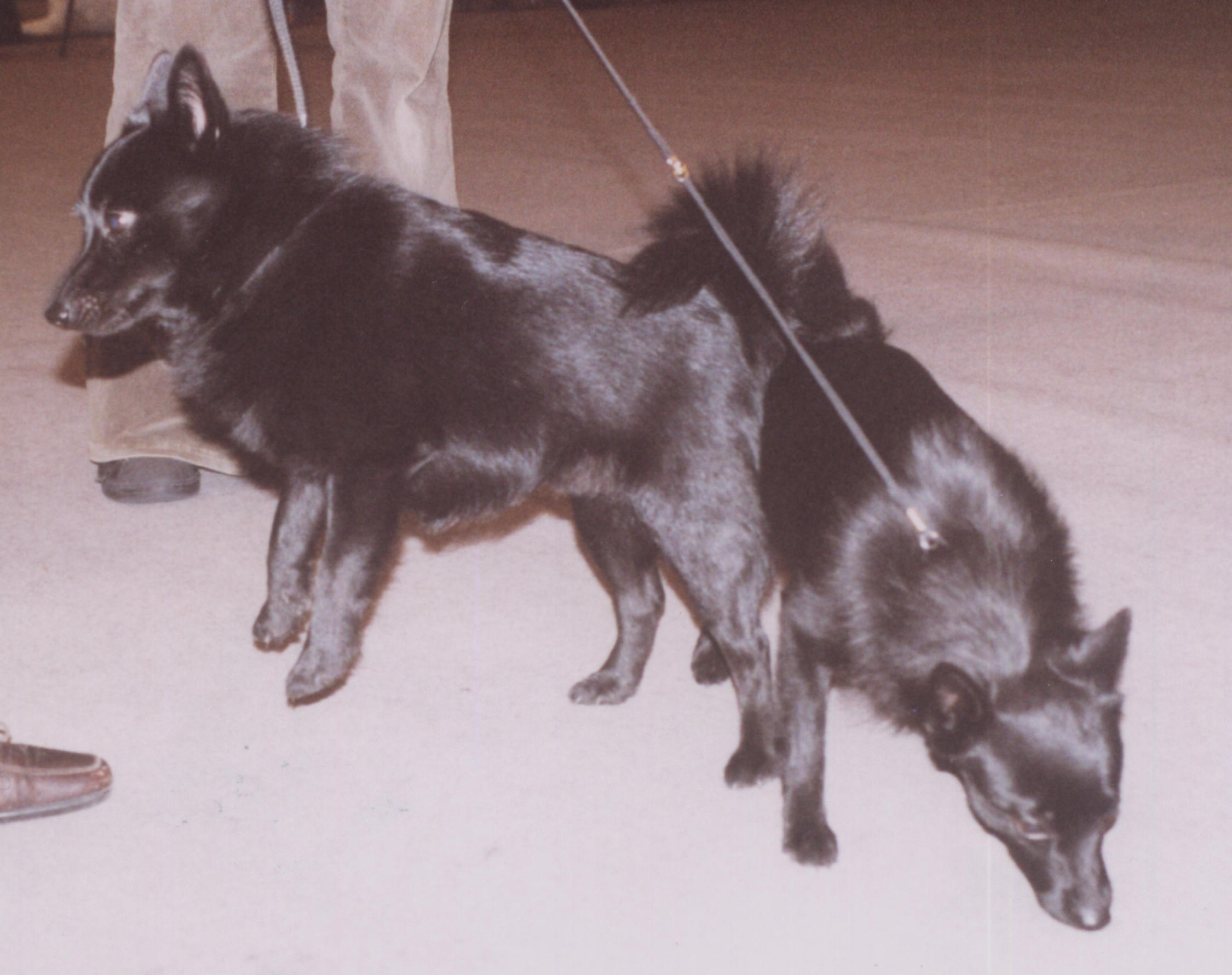
Imagem apresenta melhor visualização do stop e da cauda.
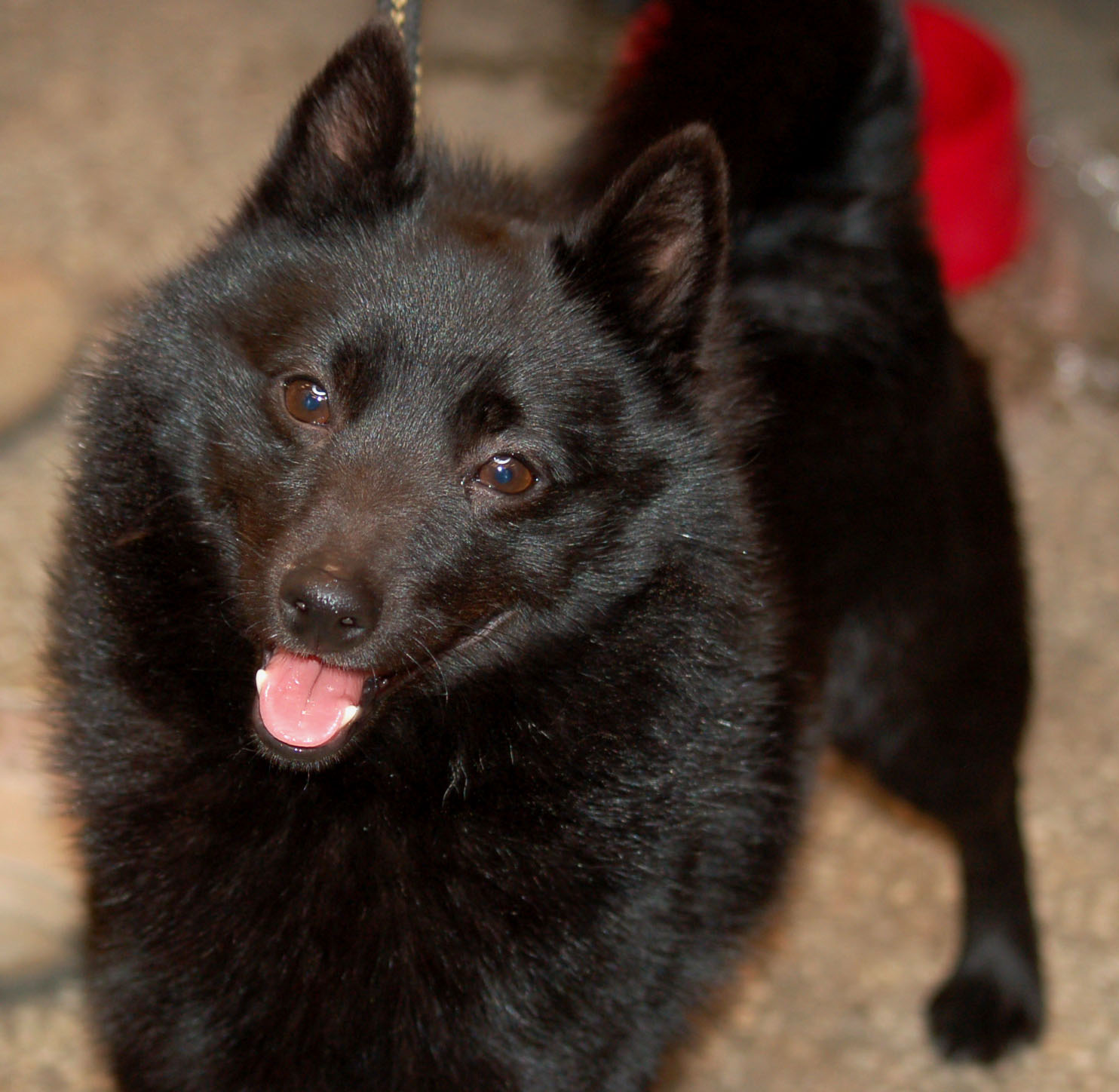
Imagem mostrando em detalhe o colar e a juba característicos.